# Epke Zonderland
Epke Zonderland (Lemsterland, Frisia, Països Baixos, 16 d'abril de 1986) és un gimnasta neerlandès. Va guanyar la medalla d'or en la prova de barra fixa en els Jocs Olímpics de Londres 2012.

## Biografia
Epke Jan Zonderland va néixer en Lemmer, un petit poble en el municipi de Lemsterland, Països Baixos. Va començar a entrenar en gimnàstica a l'edat de quatre anys. Té dos germans, Herre i Johan, i una germana, Geeske, els qui també són gimnastes internacionals. És conegut amb el sobrenom «flying Dutchman» (Neerlandès volador) per les seves execucions en la barra.

## Trajectòria
Zonderland va aconseguir el seu primer èxit internacional en el Campionat Europeu Junior celebrat a Ljubljana en 2004, on va quedar en 4° lloc en el concurs general, i en segon lloc en la barra fixe, portant-se la medalla de plata. Aquest mateix any, es va convertir en el campió nacional del concurs general, títol que anteriorment pertanyia al seu germà gran, Herre.
En el Campionat del Món, celebrat en 2005 a Melbourne, Zonderland i Jeffrey Wammes es van convertir en els primers neerlandesos en la història a classificar-se per al concurs general final, quedant en la posició número 11.
En el Campionat Europeu de 2006, celebrat en Volos, va acabar en la sisena posició. En la Copa del Món, duta a terme a Teheran, va guanyar el seu primer campionat i primera medalla d'or.
Al setembre de 2007, va participar en el Campionat del Món celebrat a Stuttgart. Va quedar en la quarta posició en la barra horitzontal, guanyant amb això la seva passada als Jocs Olímpics de Pequín 2008.

### Jocs Olímpics de Pequín 2008
Va participar en els Jocs Olímpics de Pequín 2008, classificant-se per a la final de barra fixe, en la qual va quedar en la setena posició.

### Jocs Olímpics de Londres 2012
Va participar en els Jocs Olímpics de Londres 2012 en la final de barra fixe, guanyant la medalla d'or amb una marca personal de 16,533 punts. La seva rutina inclou una combinació Cassina-Kovacs-Kolman. És el primer gimnasta neerlandès a guanyar una medalla olímpica.